# 加德山
加德山（韓語：가덕산）是一座位于韓國江原道春川市和京畿道加平郡之间的山峰，主峰標高海拔858公尺。一些中国文献误称为“驾德山”。